# Афанасьев, Семён Ефимович
Семён Ефи́мович Афана́сьев (4 [17] мая 1906 года — 25 июля 1973 года) — участник Великой Отечественной войны, стрелок 237-го гвардейского стрелкового полка 76-й гвардейской стрелковой дивизии 61-й армии Центрального фронта, гвардии красноармеец.
Герой Советского Союза (15.01.1944), младший лейтенант запаса с 1945 года.

## Биография
Родился 4 (17) мая 1906 года в селе Балакино Верхотурского уезда Пермской губернии (ныне в Пригородном районе Свердловской области) в крестьянской семье. Русский. Работал на Лайском золотоносном прииске.
В Красной армии с июля 1941 года. В боях с гитлеровскими оккупантами участвовал с августа 1941 года на Западном, Брянском, Центральном, Белорусском и 1-м Белорусском фронтах. В боях ранен.
В боях при форсировании реки Днепр, в Брагинском районе Гомельской области Белоруссии стрелок 237-го гвардейского стрелкового полка (76-я гвардейская стрелковая дивизия, 61-я армия, Центральный фронт) гвардии красноармеец Семён Афанасьев 29 сентября 1943 года под шквальным огнём неприятеля переправился через реку и гранатами уничтожил две вражеские огневые точки. Преследуя отступающих гитлеровцев, красноармеец Афанасьев уничтожил ещё три огневые точки, с бойцами ворвался в траншеи и выбил из них противника.
Указом Президиума Верховного Совета СССР «О присвоении звания Героя Советского Союза генералам, офицерскому, сержантскому и рядовому составу Красной Армии» от 15 января 1944 года за «образцовое выполнение боевых заданий командования по форсированию реки Днепр и проявленные при этом мужество и героизм» гвардии красноармейцу Афанасьеву Семёну Ефимовичу присвоено звание Героя Советского Союза с вручением ордена Ленина и медали «Золотая Звезда» (№ 3693).
В 1945 году С. Е. Афанасьев окончил курсы младших лейтенантов Уральского военного округа, но в том же году был уволен в запас.
Жил и работал в Свердловске (ныне — Екатеринбург). С 1 октября 1947 года по 1 сентября 1950 года работал начальником оперативных групп подразделений станций Свердловск-пассажирский, Кузино, руководил 1-й вооруженной команды во 2-м отряде военизированной охраны станции Свердловск-Сортировочный.
Член ВКП(б) с 1948 года.
Скончался 25 июля 1973 года в Свердловске. Похоронен на Восточном кладбище города.

## Награды
- Медаль «Золотая Звезда» Героя Советского Союза (№ 3693)
- Орден Ленина
- Медали, в том числе:
  - Медаль «За победу над Германией в Великой Отечественной войне 1941—1945 гг.»
  - Юбилейная медаль «Двадцать лет Победы в Великой Отечественной войне 1941—1945 гг.»